# S.W.A.T. – Különleges kommandó
A S.W.A.T. – Különleges kommandó (eredeti cím: S.W.A.T.) 2003-ban bemutatott amerikai akció-thriller, melynek rendezője Clark Johnson, forgatókönyvírói David Ayer és David McKenna. A film az ugyanilyen című televíziós sorozaton alapul, a főszerepben pedig Samuel L. Jackson, Colin Farrell, Michelle Rodriguez, LL Cool J, Josh Charles, Jeremy Renner, Brian Van Holt és Olivier Martinez látható.
Az Egyesült Államokban 2003. augusztus 8-án mutatták be.

## Cselekmény
Hondónak (Jackson) és csapatának börtönbe kell kísérnie egy drogbárót, aki 100 millió dollárt ajánl bárkinek, aki kiszabadítja őt fogságából.

## Szereplők
| Szerep                      | Színész              | Magyar hang         |
| --------------------------- | -------------------- | ------------------- |
| Jim Street                  | Colin Farrell        | Kálloy Molnár Péter |
| Brian Gamble                | Jeremy Renner        | Király Attila       |
| Michael Boxer               | Brian Van Holt       | Kamarás Iván        |
| Dan „Hondo” Harrelson       | Samuel L. Jackson    | Ujlaki Dénes        |
| Chris Sanchez               | Michelle Rodriguez   | Kéri Kitty          |
| Deacon „Deke” Kaye          | LL Cool J            | Gesztesi Károly     |
| Alex „Le Loup Rouge” Montel | Olivier Martinez     | Bozsó Péter         |
| Travis Joseph „T.J.” McCabe | Josh Charles         | Sebestyén András    |
| Martin Gascoigne            | Ken Davitian         | Maróti Gábor        |
| Greg Velasquez              | Reg E. Cathey        | Mihályi Győző       |
| Tom Fuller                  | Larry Poindexter     | Haás Vander Péter   |
| Travis                      | Page Kennedy         | Ifj. Jászai László  |
| GQ                          | Domenick Lombardozzi | N/A                 |
| Howard őrmester             | Denis Arndt          | Cs. Németh Lajos    |
| Ed Taylor                   | Jeff Wincott         | N/A                 |

Steve Forrest és Rod Perry az eredeti sorozatból cameoszerepekben tűnnek fel: Forrest vezeti a csapat furgonját, míg Perry Kaye apját alakítja. Reed Diamond David Burress szerepében tűnik fel.

## Filmzene
A film zenéjét Elliot Goldenthal szerezte.

## Megjelenés
A filmet 2003. augusztus 8-án mutatták be Amerikában. 3202 moziban játszották.

## Fogadtatás
A film vegyes kritikákat kapott. A Rotten Tomatoes honlapján 48%-ot ért el és 5.42 pontot szerzett a  tízből. A Metacritic oldalán 45 pontot szerzett a százból, 35 kritika alapján. A CinemaScore oldalán átlagos minősítést kapott.
Roger Ebert három csillaggal értékelte.